# Grytviken Stadium
El Grytviken Stadium es un campo de fútbol situado en la ciudad de Grytviken, en la Isla San Pedro, de las Islas Georgias del Sur. Fue construido por las empresas de pesca del sitio, y su capacidad es de apenas mil personas.
Fue inaugurado el 23 de febrero de 1928, con la disputa del torneo "Copa de Pesca". También tuvo encuentros internacionales, como en 1931, cuando recibió la "Falklands Islands Governament Cup", certamen organizado por la isla vecina y que contó con la participación de cinco equipos: Grytviken, Leith Harbour, Husvik, Stromness y Prince Olav Harbour.
Se trata del principal campo de fútbol de las Islas Georgias del Sur por lo que allí recibe la mayoría de los encuentros, incluyendo los del seleccionado de las islas.

## Historia
En Grytviken se crea un campo de fútbol a fines de las década de 1920, gracias a gestiones realizadas por la Grytviken Idroesfering, que junto al Grytviken Sport Club, que fue el primer club deportivo de las islas, fundado en 1928, eran los encargados de organizar los encuentros de fútbol y atletismo en los meses de febrero de cada año. El mismo fue inaugurado el 23 de febrero de 1928 con un torneo denominado "Copa de Pesca", que contó con una ceremonia de desfile de delegaciones y un encuentro deportivo presentado por el gobernador. Tiempo después, se realizó también en Grytviken el mayor torneo de fútbol y atletismo de las islas de la zona, una competición desarrollada entre el 14 y 15 de febrero de 1931 bajo el nombre de "Falklands Islands Governament Cup", que como su nombre lo indica fue organizada por el gobierno de las Malvinas y contó con la participación de equipos de 5 estaciones (Grytviken, Leith Harbour, Husvik, Stromness and Prince Olav Harbour).
Si bien la población es escasa, no es impedimento para que se realicen torneos deportivos con la participación de algunos clubes. En la actualidad, los partidos más comunes son realizados en el campo de fútbol de Grytviken, cuando los integrantes de la estación local de King Edward Point, de la British Antarctic Survey, se enfrentan a las diferentes embarcaciones que arriban hacia el lugar. Para algunos portales, estos partidos son realizados por la Selección de fútbol de las islas, mientras que en otros sitios se remarca el carácter amateur de los partidos que organizan en la base local de King Edward Point ante los ocasionales visitantes que llegan (por ejemplo, la HMS Endurence, HMS James Clark Ross, HMS Shackleton, Rhotera, HMS York, HMS Clyde, entre otros).